# Nuot Arquint
Nuot Arquint (...) è un ballerino, attore e cantante svizzero.
Ha partecipato in piccoli ruoli ai film La passione di Cristo di Mel Gibson (2004, come uno dei cortigiani di Erode) e a Il divo di Paolo Sorrentino (2008, come il killer di Lima). 
Ha interpretato il personaggio di Mortis nel film horror Shadow del leader dei Tiromancino, Federico Zampaglione.
Zampaglione lo ha scelto per il ruolo di Mortis dopo aver visto alcune foto di Arquint su Internet.
Arquint ha dichiarato che nell'interpretazione il suo "animale guida" è stato il serpente, a causa delle sue movenze sinuose e imprevedibili. Inoltre, per prepararsi si è spesso recato presso dei cimiteri (su invito del regista) e ha letto alcuni testi (tra cui estratti del Mein Kampf di Hitler).
In totale la sua preparazione è durata 5 mesi.

## Filmografia
- La passione di Cristo (Passion), regia di Mel Gibson (2004)
- Il divo, regia di Paolo Sorrentino (2008)
- Shadow, regia di Federico Zampaglione (2009)
- Voce nella notte regia di Dario Albertini (2010) cortometraggio
- Tulpa - Perdizioni mortali, regia di Federico Zampaglione (2013)